# Liste der Kulturgüter in Hospental
Die Liste der Kulturgüter in Hospental enthält alle Objekte in der Gemeinde Hospental im Kanton Uri, die gemäss der Haager Konvention zum Schutz von Kulturgut bei bewaffneten Konflikten, dem Bundesgesetz vom 20. Juni 2014 über den Schutz der Kulturgüter bei bewaffneten Konflikten sowie der Verordnung vom 29. Oktober 2014 über den Schutz der Kulturgüter bei bewaffneten Konflikten unter Schutz stehen.
Objekte der Kategorien A und B sind vollständig in der Liste enthalten, Objekte der Kategorie C fehlen zurzeit (Stand: 1. Januar 2023).

## Kulturgüter
| Foto | | Objekt | Kat. | Typ | Standort                           | Beschreibung |
| ---- | --- | --- | ---- | --- | ---------------------------------- | ------------ |
| ja   | Datei hochladen · Wikidata zu Langobardenturm (Q15225693)                                                                   | Langobardenturm KGS-Nr.: 05844                                                                                    | A    | G   | Turmmatte 686410 / 163669          |              |
| ja   | Datei hochladen · Wikidata zu Neuzeitlicher Galgen / Richtstätte (Q29527566)                                                | Neuzeitlicher Galgen / Richtstätte KGS-Nr.: 10245                                                                 | A    | F   | 687120 / 164163                    |              |
| BW   | Datei hochladen · Wikidata zu Ökonomie / Stallscheune (Q29527577)                                                           | Ökonomiegebäude / Stallscheune KGS-Nr.: 10246                                                                     | A    | G   | Tenndlen 1.2 687185 / 164358       |              |
| BW   | Datei hochladen · Wikidata zu Mesolithisches / frühbronzezeitliches / römisches-mittelalterliches Fundensemble (Q122683393) | Mesolithisches / frühbronzezeitliches / römisches-mittelalterliches Fundensemble Bielti - Spiessen KGS-Nr.: 01048 | B    | F   | Bielti / Spiessen 686369 / 164259  |              |
| ja   | Datei hochladen · Wikidata zu Katholische Kirche Mariä Himmelfahrt (Q29890357)                                              | Katholische Kirche Mariä Himmelfahrt KGS-Nr.: 05845                                                               | B    | G   | Reiti 8 686500 / 163769            |              |
| ja   | Datei hochladen · Wikidata zu Kapelle und Pfrundhaus St. Karl (Q29890356)                                                   | Kapelle und Pfrundhaus St. Karl KGS-Nr.: 05846                                                                    | B    | G   | St. Karl 5 686400 / 163569         |              |
| ja   | Datei hochladen · Wikidata zu Kapelle St. Nikolaus (Q29890348)                                                              | Kapelle St. Nikolaus KGS-Nr.: 05848                                                                               | B    | G   | Zumdorf 6.1 684263 / 162733        |              |
| BW   | Datei hochladen · Wikidata zu Prähistorische Schlagplätze Rossplatten (Q29890361)                                           | Neolithisch-bronzezeitliche Schlagplätze Rossplatten KGS-Nr.: 09684                                               | B    | F   | Büel 685461 / 165533               |              |
| ja   | Datei hochladen · Wikidata zu Brücke über die Gotthardreuss in Hospental Dorf (Q29890345)                                   | Brücke über die Gotthardreuss KGS-Nr.: 10244                                                                      | B    | G   | Gotthardstrasse 686563 / 163736    |              |
| ja   | Datei hochladen · Wikidata zu Müllerhaus samt Ausstattung in Hospental-Dorf (Q29890358)                                     | Müllerhaus samt Ausstattung in Hospental-Dorf KGS-Nr.: 11456                                                      | B    | G   | Gotthardstrasse 40 686440 / 163650 |              |
| ja   | Datei hochladen · Wikidata zu Gasthaus St. Gotthard in Hospental-Dorf (Q29890346)                                           | Gasthaus St. Gotthard KGS-Nr.: 11466                                                                              | B    | G   | Gotthardstrasse 15 686603 / 163742 |              |
| ja   | Datei hochladen · Wikidata zu Tennlenbrücke über die Furkareuss (Q29890362)                                                 | Tennlenbrücke über die Furkareuss KGS-Nr.: 11468                                                                  | B    | G   | Tennlen 686537 / 163918            |              |